# Estrutura da proteína
Estrutura da proteína ou estrutura proteica é o arranjo tridimensional de átomos em uma molécula de cadeia de aminoácidos. Proteínas são polímeros ― especificamente polipeptídeos ― formados de sequências de aminoácidos, os monômeros do polímero. Um único monômero de aminoácido também pode ser chamado de um resíduo indicando uma unidade de repetição de um polímero. Aminoácidos formam proteínas por reações de condensação, na qual os aminoácidos perdem uma molécula de água por reação a fim de anexar um ao outro com uma ligação peptídica. Por convenção, uma cadeia com menos de 30 aminoácidos é frequentemente identificada como peptídeo, em vez de uma proteína. Para serem capazes de desempenhar sua função biológica, as proteínas se dobram em uma ou mais conformações espaciais específicas dirigidas por um número de interações não covalentes tais como ligação de hidrogênio, interações iônicas, forças de Van der Waals e empacotamento hidrofóbico. Para entender as funções das proteínas em nível molecular, muitas vezes é necessário determinar sua estrutura tridimensional. Este é o tópico do campo científico da biologia estrutural, a qual emprega técnicas tais como cristalografia de raios X, espectroscopia RMN e interferometria de dupla polarização para determinar a estrutura de proteínas.
As estruturas proteicas variam em tamanho de dezenas a vários milhares de aminoácidos. Por tamanho físico, as proteínas são classificadas como nanopartículas, entre 1–100 nm. Agregados muito grandes podem ser formados a partir de subunidades proteicas. Por exemplo, muitos milhares de moléculas de actina formando um microfilamento.
Uma proteína geralmente sofre mudanças estruturais reversíveis no desempenho de sua função biológica. As estruturas alternativas da mesma proteína são referidas como diferentes isômeros conformacionais, ou simplesmente, conformações e transições entre eles são chamadas alterações conformacionais.